# جوديث تايلر
جوديث تايلر (بالإنجليزية: Judy Tyler)‏ (و. 1932 – 1957 م) هي ممثلة تلفزيونية، وممثلة أفلام أمريكية، ولدت في ميلواكي، ويسكنسن، توفيت في روكريفر، عن عمر يناهز 25 عاماً، بسبب حادث مرور.

## وصلات خارجية
- جوديث تايلر على موقع IMDb (الإنجليزية)
- جوديث تايلر على موقع الموسوعة البريطانية (الإنجليزية)
- جوديث تايلر على موقع ألو سيني (الفرنسية)
- جوديث تايلر على موقع أول موفي (الإنجليزية)
- جوديث تايلر على موقع قاعدة بيانات برودواي على الإنترنت (الإنجليزية)
- جوديث تايلر على موقع قاعدة بيانات الأفلام السويدية (السويدية)
- جوديث تايلر على موقع إن إن دي بي (الإنجليزية)
- جوديث تايلر على موقع قاعدة بيانات الفيلم (الإنجليزية)
- جوديث تايلر على موقع كينوبويسك (الروسية)